# Cristián Magaña
Cristian Javier Magaña Leyton (Pichidegua, Chile, 26 de febrero de 1991), es un futbolista chileno que juega de defensa y actualmente juega en Deportes Melipilla de la Segunda División Profesional de Chile.

## Trayectoria
Criado en la comuna de Pichidegua, sexta región, llegó a las inferiores de Colo-Colo a los 15 años, donde ha sido un destacado jugador en el Fútbol Joven de Chile. Sin haber debutado oficialmente por Colo-Colo fue enviado a préstamo a Unión San Felipe a pedido del técnico nacional Ivo Basay para reforzar el plantel de cara a la participación del club Aconcagüino en la Copa Sudamericana 2010 donde el club tuvo una destacada participación eliminando al Guaraní de Paraguay en una infartante definición por penales. Fue titular en la mayoría de los partidos del club Aconcagüino ya sea en el Campeonato Nacional como en la Copa. A fines del 2010 vuelve del préstamo a su club de origen Colo-Colo.
Su debut oficial en Colo-Colo se produjo el 3 de abril del 2011 en un partido por el Campeonato Nacional frente a Audax Italiano donde su equipo perdió por 2-1 de visitante.
Posteriormente vuelve a préstamo pero en esta ocasión a Everton de Viña del Mar, donde tiene un cometido regular jugando algunos partidos, para el 2013 termina el préstamo y vuelve a Colo-Colo.

## Clubes
| Club                      | País  | Año       |
| ------------------------- | ----- | --------- |
| Colo Colo                 | Chile | 2010      |
| Unión San Felipe          | Chile | 2010      |
| Colo Colo                 | Chile | 2011      |
| Everton                   | Chile | 2012      |
| Colo Colo                 | Chile | 2013      |
| Universidad de Concepción | Chile | 2013-2014 |
| Deportes Puerto Montt     | Chile | 2015-2017 |
| Deportes Copiapó          | Chile | 2018      |
| Deportes Melipilla        | Chile | 2019-2020 |
| Lautaro de Buin           | Chile | 2021      |
| Deportes Melipilla        | Chile | 2022-Act. |

- Datos: Q5186219